# Strage di Capaci
La strage di Capaci fu un attentato di stampo terroristico-mafioso compiuto sabato 23 maggio 1992 (sul territorio di Isola delle Femmine) con una carica composta da tritolo, RDX e nitrato d'ammonio con potenza pari a 300 kg di tritolo, per uccidere Giovanni Falcone. Gli attentatori fecero esplodere un tratto dell'autostrada A29, alle ore 17:58, mentre vi transitava sopra il corteo della scorta con a bordo il giudice, la moglie e gli agenti di Polizia, sistemati in tre Fiat Croma blindate. Oltre al giudice, morirono altre quattro persone: la moglie Francesca Morvillo e gli agenti della scorta Vito Schifani, Rocco Dicillo e Antonio Montinaro. Vi furono ventitré feriti, fra i quali gli agenti Paolo Capuzza, Angelo Corbo, Gaspare Cervello e l'autista giudiziario Giuseppe Costanza.

## Storia

### Tentativi precedenti
Già nel 1983, all'indomani dell'attentato di via Pipitone Federico (in cui persero la vita il giudice Rocco Chinnici e gli agenti di scorta), era in programma anche l'omicidio del giudice Giovanni Falcone: su incarico del boss Salvatore Riina, Giovanni Brusca (suo uomo di fiducia e "uomo d'onore" della Famiglia di San Giuseppe Jato) si attivò personalmente per pedinare il magistrato e studiare le sue abitudini e i suoi orari pensando di far esplodere una Vespa imbottita di tritolo. Studiò anche la possibilità di far esplodere un furgoncino davanti al Palazzo di Giustizia di Palermo o di utilizzare dei bazooka, tutti progetti poi abbandonati per le notevoli misure di sicurezza intorno al giudice.
Nel 1987 Brusca pianificò l'omicidio da consumare con armi da fuoco all’interno della piscina comunale di via Belgio, a Palermo, dove Falcone andava abitualmente a nuotare ma l'operazione venne sospesa.
Nel 1989 si registrò l'unico tentativo concreto di uccidere Falcone: fu ritrovato casualmente un borsone contenente 58 candelotti di esplosivo tra gli scogli immediatamente adiacenti la villa sulla costa palermitana dell'Addaura affittata da Falcone per l'estate. Nonostante le condanne del boss Antonino Madonia e di altri mafiosi per quest'attentato, esso presenta numerose zone d'ombra mai chiarite.

### La decisione dell'attentato
L'uccisione di Falcone venne decisa nel corso di alcune riunioni della "Commissione interprovinciale" di Cosa Nostra, avvenute nei pressi di Enna tra il settembre e il dicembre 1991 e presiedute dal boss Salvatore Riina, nelle quali vennero individuati anche altri obiettivi da colpire ed alle quali parteciparono Salvatore Riina, Bernardo Provenzano, Giuseppe "Piddu" Madonia e Benedetto Santapaola. Sempre a dicembre, durante una riunione della "commissione provinciale", svoltasi nella casa di Girolamo Guddo (mafioso di Altarello di Baida e cugino del boss Salvatore Cancemi), cui parteciparono Salvatore Riina, Matteo Motisi, Giuseppe Farinella, Giuseppe Graviano, Carlo Greco, Pietro Aglieri, Michelangelo La Barbera, Salvatore Cancemi, Giovanni Brusca, Raffaele Ganci, Nino Giuffrè, Giuseppe Montalto e Salvatore Madonia, venne deciso ed elaborato un piano stragista "ristretto", che prevedeva l'assassinio di Falcone e Borsellino, nonché di personaggi rivelatisi inaffidabili, primo fra tutti l'onorevole Salvo Lima ed altri uomini politici democristiani. Sempre nello stesso periodo, avvenne anche un'altra riunione nei pressi di Castelvetrano (alla quale parteciparono Salvatore Riina, Matteo Messina Denaro, Vincenzo Sinacori, Mariano Agate, Salvatore Biondino ed i fratelli Filippo e Giuseppe Graviano), in cui vennero organizzati gli attentati contro il giudice Falcone, l’allora Ministro Claudio Martelli ed il presentatore televisivo Maurizio Costanzo.
In seguito alla sentenza della Cassazione, che confermava gli ergastoli del Maxiprocesso di Palermo (30 gennaio 1992), si tennero una serie di riunioni convocate da Riina: una della "Commissione interprovinciale" ancora nei dintorni di Enna ed alcune della "Commissione provinciale" sempre a casa di Guddo (a cui parteciparono, oltre a Salvatore Riina, Salvatore Biondino, Raffaele Ganci, Giovanni Brusca, Michelangelo La Barbera, Matteo Messina Denaro, Salvatore Cancemi), nelle quali si decise di dare inizio agli attentati: per queste ragioni, nel febbraio 1992 venne inviato a Roma un gruppo di fuoco, composto da mafiosi di Brancaccio e della provincia di Trapani (Giuseppe Graviano, Matteo Messina Denaro, Vincenzo Sinacori, Lorenzo Tinnirello, Cristofaro Cannella, Francesco Geraci), che avrebbe dovuto uccidere Falcone, Martelli o, in alternativa, Costanzo, facendo uso di armi da fuoco. Qualche tempo dopo, però, Riina li richiamò in Sicilia, perché voleva che l'attentato a Falcone fosse eseguito sull'isola, adoperando l'esplosivo. Nel corso delle riunioni della "Commissione provinciale", fu scelto Giovanni Brusca come coordinatore dei dettagli delle operazioni.

### La ricerca del luogo e la prova dell'esplosivo
Una volta stabilito di utilizzare dell'esplosivo, a Brusca vennero suggerite due opzioni: inserire dell'esplosivo in alcuni cassonetti della spazzatura posti vicino all'abitazione di Falcone o in un sottopassaggio pedonale che attraversava l'autostrada A29. Entrambe le proposte furono scartate, in quanto per la prima si rischiava di avere troppe vittime "innocenti", mentre per la seconda Pietro Rampulla, esperto in esplosivi, suggerì di trovare un luogo stretto dove posizionare le cariche, in modo da ottenere una maggiore deflagrazione. Dopo alcune ricerche, venne trovato un cunicolo di scolo dell'acqua piovana, che attraversava l'autostrada da un lato all'altro.
Nell'aprile del '92 Brusca effettuò una prova dell'esplosivo in Contrada Rebuttone, nei pressi di Altofonte: dopo aver scavato nel terreno, collocò un cunicolo delle stesse dimensioni di quello presente sotto l'autostrada e riempì la buca con del cemento; all'interno del cunicolo inserì dell'esplosivo, e poi vi collocò un detonatore elettrico. Vennero utilizzate la stessa trasmittente e la stessa ricevente che furono poi impiegate nell'attentato a Capaci, procurate da Pietro Rampulla: si trattava di un radiocomando per aeromodellismo. L'esplosione che venne generata, nonostante la carica fosse in quantità di gran lunga inferiore a quella utilizzata nell'attentato, fu abbastanza potente.

### I preparativi
Tra aprile e maggio, Salvatore Biondino, Raffaele Ganci e Salvatore Cancemi (rispettivamente capi dei "mandamenti" di San Lorenzo, della Noce e di Porta Nuova) compirono alcuni sopralluoghi presso l'autostrada A29, nella zona di Capaci, per individuare un luogo adatto per la realizzazione dell'attentato e per gli appostamenti. Nello stesso periodo avvennero riunioni organizzative nei pressi di Altofonte (a cui parteciparono Giovanni Brusca, Antonino Gioè, Gioacchino La Barbera, Pietro Rampulla, Santino Di Matteo, Leoluca Bagarella), in cui avvenne il travaso in 13 bidoncini di 200 kg di esplosivo da cava procurati da Giuseppe Agrigento (mafioso di San Cipirello). I bidoncini vennero poi portati nella villetta di Antonino Troìa (sottocapo della Famiglia di Capaci), dove avvenne un'altra riunione (a cui parteciparono anche Raffaele Ganci, Salvatore Cancemi, Giovan Battista Ferrante, Giovanni Battaglia, Salvatore Biondino e Salvatore Biondo), nel corso della quale avvenne il travaso dell'altra parte di esplosivo (tritolo e T4) procurata da Biondino e da Giuseppe Graviano (capo della Famiglia di Brancaccio).

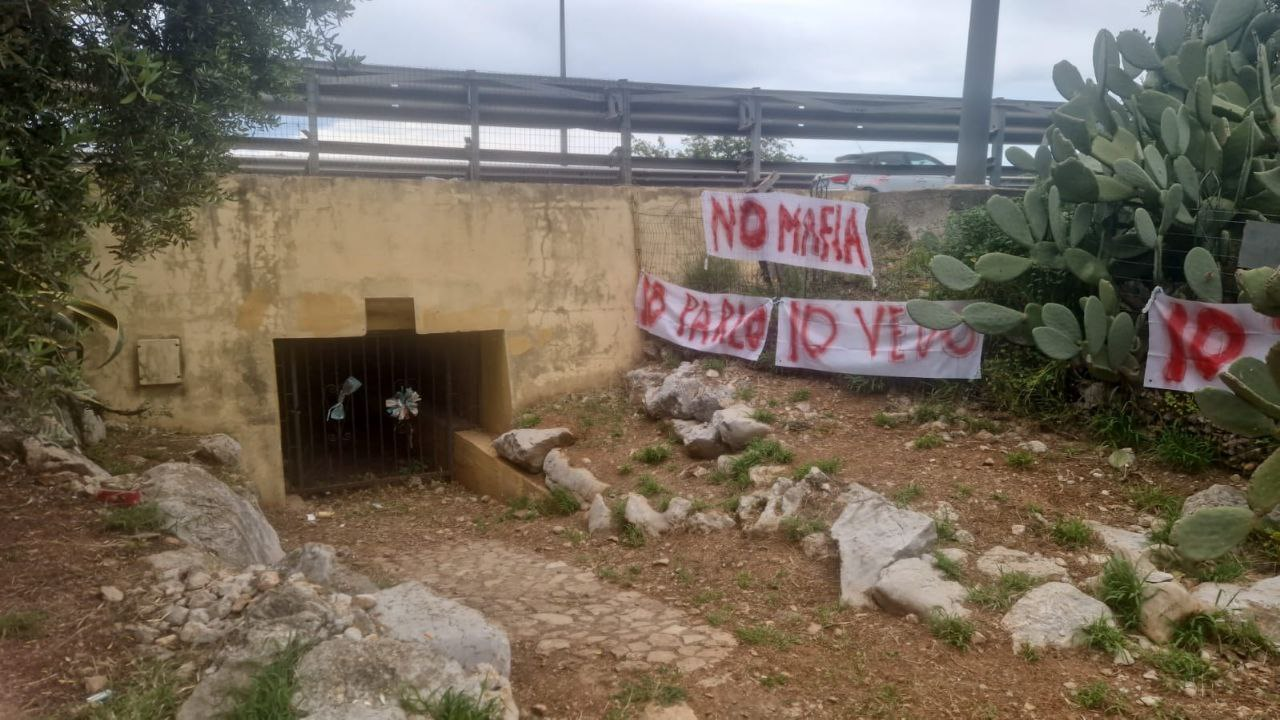
L'attuale cunicolo di drenaggio sotto l'autostrada nel tratto dello svincolo di Capaci.

Negli stessi giorni Brusca, La Barbera, Di Matteo, Ferrante, Troìa, Biondino e Rampulla provarono varie volte il funzionamento dei congegni elettrici che erano stati procurati da Rampulla stesso e dovevano servire per l'esplosione. Effettuarono varie prove di velocità, e collocarono sul tratto autostradale antecedente il punto dell'esplosione un frigorifero e dei segni di vernice rossa, che al passaggio del corteo servivano a segnalare il momento in cui azionare il radiocomando, per compensare il ritardo di millisecondi che l'impulso avrebbe impiegato per attivare il detonatore. Tagliarono inoltre i rami degli alberi che impedivano la visuale dell'autostrada. La sera dell'8 maggio Brusca, La Barbera, Gioè, Troia e Rampulla provvidero a sistemare con uno skateboard i tredici bidoncini (caricati in tutto con circa 400 kg di miscela esplosiva) nel cunicolo di drenaggio sotto l'autostrada, nel tratto dello svincolo di Capaci, mentre nelle vicinanze Bagarella, Biondo, Biondino e Battaglia svolgevano le funzioni di sentinelle.
Nella metà di maggio, Raffaele Ganci, i figli Domenico e Calogero e il nipote Antonino Galliano si occuparono di controllare i movimenti delle tre Fiat Croma blindate che sostavano sotto casa di Falcone a Palermo per capire quando il giudice sarebbe tornato da Roma. Nessuna verità definitiva fu invece acquisita "in sede processuale sull'identità della fonte che aveva comunicato alla mafia la partenza di Falcone da Roma e l'arrivo a Palermo per l'ora stabilita".

### L'attentato

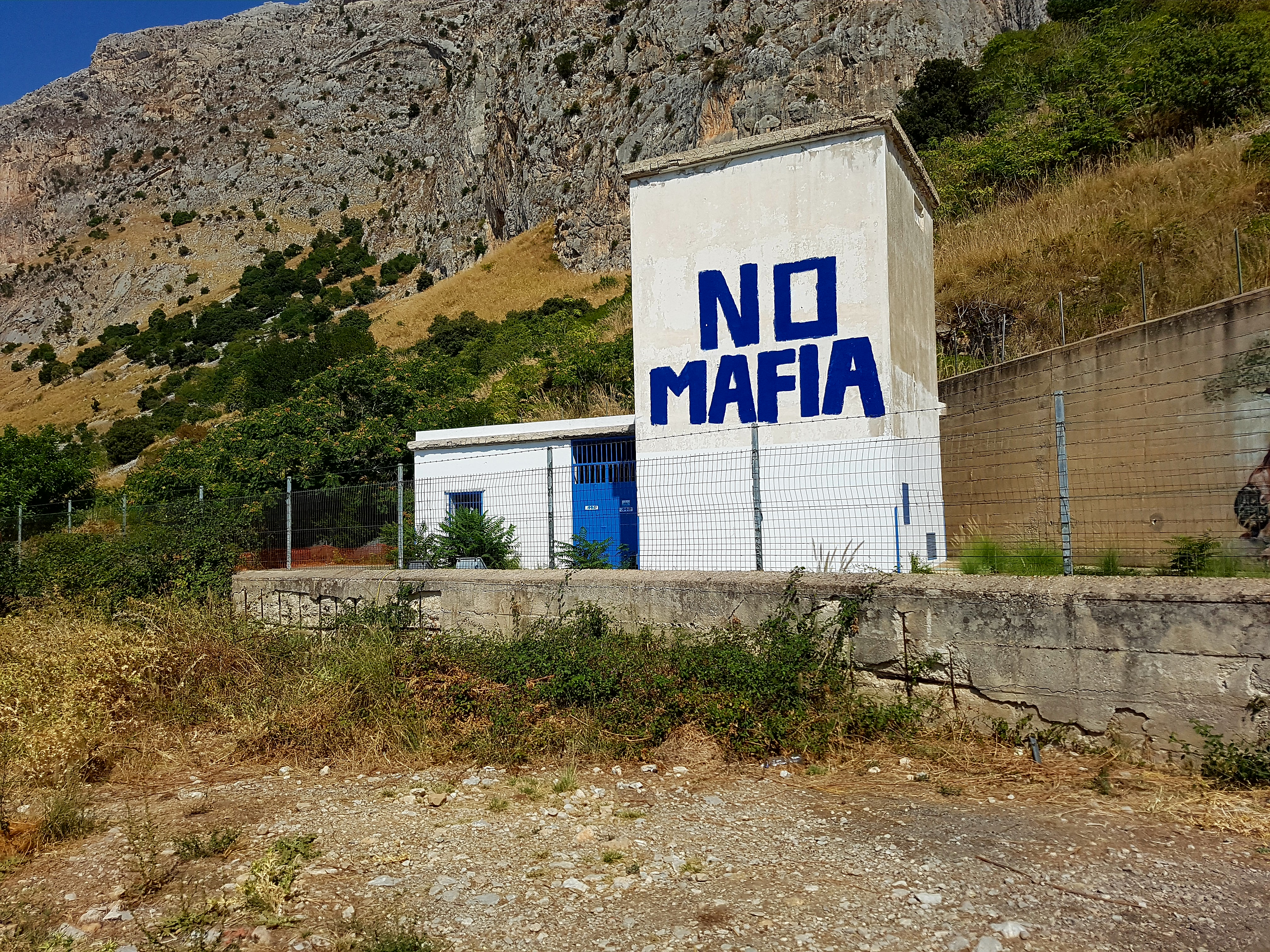
Il luogo sulla collinetta dove erano appostati Antonino Gioè e Giovanni Brusca per azionare il telecomando che causò l'esplosione.

Il 23 maggio Domenico Ganci avvertì telefonicamente prima Ferrante e poi La Barbera che le Fiat Croma erano partite ed avevano imboccato l'autostrada in direzione dell'aeroporto di Punta Raisi per andare a prendere Falcone. Ferrante e Biondo (che erano appostati in auto nei pressi dell'aeroporto) videro uscire il corteo delle blindate dall'aeroporto e avvertirono a loro volta La Barbera che il giudice Falcone era effettivamente arrivato. La Barbera allora si spostò con la sua auto in una strada parallela alla corsia dell'autostrada A29 e seguì il corteo blindato, restando in contatto telefonico per 3-4 minuti con Gioè, che era appostato con Brusca su una collinetta sopra Capaci, dalla quale si vedeva bene il tratto autostradale interessato. Alla vista del corteo delle blindate, Gioè diede l'ok a Brusca, che però ebbe un attimo di esitazione, avendo notato le auto di scorta rallentare a vista d'occhio: Giuseppe Costanza, autista giudiziario che era nella vettura con Falcone e la moglie Francesca Morvillo, e che si era seduto sul sedile posteriore per consentire a Falcone di mettersi alla guida, aveva appena raccomandato al giudice di restituirgli le chiavi dell'auto una volta arrivati a destinazione.
Falcone, che era sovrappensiero, rimosse istintivamente le chiavi dal cruscotto e cercò di darle a Costanza, causando lo spegnimento del motore e l'improvviso rallentamento dell'auto, mentre l'autista lo esortava a reinserire le chiavi per evitare il rischio di incidente. Subito dopo l'inaspettato rallentamento, Brusca attivò il radiocomando che causò l'esplosione. La prima blindata del corteo, la Croma marrone, venne investita in pieno dall'esplosione e fu sbalzata dal manto stradale per poi schiantarsi in un terreno di olivi ad alcune decine di metri di distanza, uccidendo sul colpo gli agenti Antonio Montinaro, Vito Schifani e Rocco Dicillo. La seconda auto, la Croma bianca guidata da Falcone, si schiantò contro il muro di asfalto e detriti improvvisamente innalzatisi per via della deflagrazione, proiettando violentemente il giudice e la moglie, che non indossavano le cinture di sicurezza, contro il parabrezza.

Un'altra istantanea scattata poco dopo l'esplosione.

Gli agenti Paolo Capuzza, Gaspare Cervello e Angelo Corbo, che viaggiavano nella terza auto (la Croma azzurra) erano feriti ma vivi: dopo i primi istanti di shock, riuscirono ad aprire le portiere dell'auto ed una volta usciti si schierarono a protezione della Croma bianca, temendo che i sicari potessero giungere sul posto per dare il colpo di grazia al giudice. A giungere sul luogo furono invece vari abitanti delle zone limitrofe, intenzionati a prestare i primi soccorsi; tra questi vi fu anche il fotografo Antonio Vassallo, che però abbandonò il luogo dopo che l'agente Corbo lo scambiò erroneamente per uno dei sicari. Dal sedile posteriore della Croma bianca venne subito estratto Giuseppe Costanza, che era vivo ma in stato di incoscienza; Giovanni Falcone e Francesca Morvillo erano a loro volta ancora vivi e coscienti, ma versavano in gravi condizioni: grazie all'aiuto degli abitanti, si riuscì a tirare fuori la moglie del giudice dal finestrino. Per liberare Falcone dalle lamiere accartocciate fu invece necessario attendere l'arrivo dei Vigili del fuoco. Giovanni Falcone e Francesca Morvillo morirono in ospedale nella serata dello stesso giorno per le gravi emorragie interne riportate, il primo alle 19.05 tra le braccia di Paolo Borsellino, la seconda poco dopo le 22 durante un'operazione chirurgica. Giuseppe Costanza sopravvisse.

### Reazioni

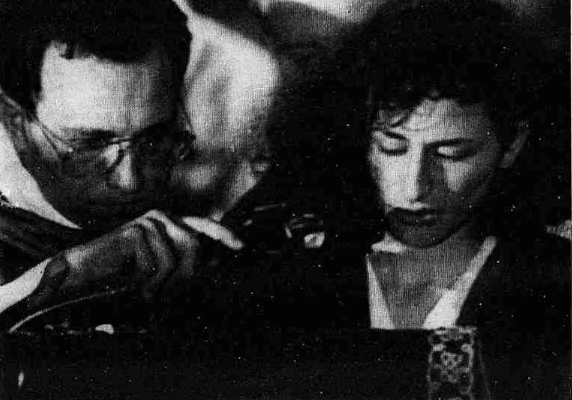
Rosaria Costa, moglie di Vito Schifani, parla dal pulpito durante il funerale delle vittime della strage, con il sostegno di don Cesare Rottoballi

La strage di Capaci, festeggiata dai mafiosi nel carcere dell'Ucciardone, provocò una reazione di sdegno nell'opinione pubblica. Secondo le testimonianze dei collaboratori di giustizia, l'attentato di Capaci fu eseguito per danneggiare il senatore Giulio Andreotti: infatti la strage avvenne nei giorni in cui il Parlamento era riunito in seduta comune per l'elezione del presidente della Repubblica e Andreotti era considerato uno dei candidati più accreditati per la carica, ma l'attentato orientò la scelta dei parlamentari verso Oscar Luigi Scalfaro, che venne eletto il 25 maggio, ovvero due giorni dopo la strage.
Proprio il 25 maggio, mentre a Roma veniva eletto presidente Scalfaro, a Palermo, nella Chiesa di San Domenico, si svolsero i funerali delle vittime ai quali partecipò l'intera città, assieme a colleghi e familiari e personalità come Paolo Borsellino, Giuseppe Ayala e Tano Grasso. I più alti rappresentanti del mondo politico, come Giovanni Spadolini, Claudio Martelli, Vincenzo Scotti e Giovanni Galloni, vennero duramente contestati dalla cittadinanza tra urla, insulti e lanci di monetine. Le immagini televisive del discorso pronunciato durante i funerali dalla giovanissima Rosaria Costa, vedova dell'agente Schifani, accompagnato da un pianto straziante, susciteranno particolare emozione nell'opinione pubblica:
 Il 27 maggio 1992, quattro giorni dopo l'attentato, la regina Elisabetta II del Regno Unito e il marito Filippo di Edimburgo, di passaggio nel porto di Palermo col panfilo reale Britannia diretto a Malta, decisero di attraccare e visitare il luogo della strage, tra lo scalo aereo di Punta Raisi e il capoluogo siciliano, chiedendo chiarimenti sull'accaduto al prefetto Mario Iovine e omaggiando le vittime.

## Indagini e processi

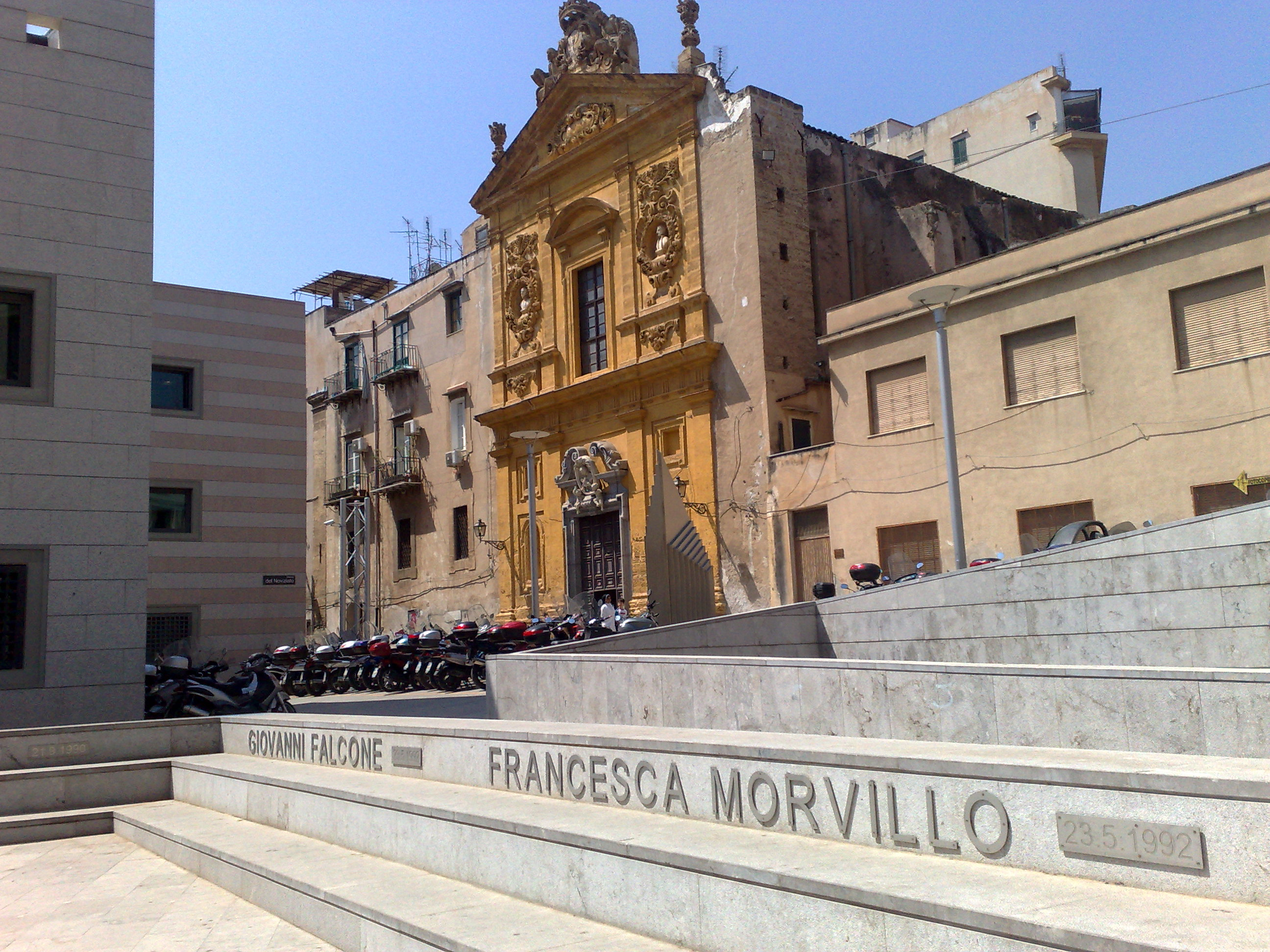
Piazza della Memoria, Palermo

### Prima indagine e processo "Capaci uno"
Le prime indagini sulla strage di Capaci vennero inizialmente coordinate dal Procuratore capo uscente di Caltanissetta Salvatore Celesti e il 15 luglio 1992 passarono al suo successore Giovanni Tinebra, cui vennero aggregati i sostituti procuratori Ilda Boccassini, Francesco Paolo Giordano e Fausto Cardella. I primi risultati investigativi si ebbero nel marzo del 1993, quando, su indicazione del neo-pentito Giuseppe Marchese (cognato di Leoluca Bagarella), gli agenti della Direzione Investigativa Antimafia, diretta da Gianni De Gennaro, riuscirono ad individuare il covo dove si nascondevano Antonino Gioè, Santino Di Matteo e Gioacchino La Barbera (un anonimo condominio in via Ughetti n.17 a Palermo) ed, intercettando le loro conversazioni, si scoprì che facevano esplicito riferimento all'attentato di Capaci da loro commesso. Dopo essere stato arrestato, Gioè si suicidò nella sua cella, probabilmente perché aveva scoperto di essere stato intercettato mentre parlava dell'attentato di Capaci e di alcuni boss e quindi temeva una vendetta trasversale; invece Di Matteo e La Barbera decisero di collaborare con la giustizia e rivelarono per primi i nomi degli altri esecutori della strage. Per costringere Di Matteo a ritrattare le sue dichiarazioni, Giovanni Brusca, Leoluca Bagarella, Giuseppe Graviano e Matteo Messina Denaro decisero di rapire il figlioletto Giuseppe, che venne brutalmente strangolato e sciolto nell'acido dopo 779 giorni di prigionia. Nonostante ciò, Di Matteo continuò la sua collaborazione con la giustizia.
Si trattò della prima indagine giudiziaria in Italia in cui si applicò l'analisi del DNA in ambito forense: nei giorni successivi alla strage, gli investigatori trovarono, su una collinetta sovrastante l’autostrada, diversi mozziconi di sigaretta lasciati per terra dai presunti assassini e, a seguito di analisi comparative sulla saliva condotte dalla DIA in collaborazione con un team dell'FBI statunitense inviato appositamente in Italia, il DNA estratto risultò compatibile con quello dei due indagati principali, La Barbera e Di Matteo. 
Nell'aprile 1995 iniziò il processo per la strage di Capaci, che aveva come imputati Salvatore Riina, Pietro Aglieri, Bernardo Brusca, Giuseppe Calò, Filippo e Giuseppe Graviano, Michelangelo La Barbera, Salvatore e Giuseppe Montalto, Matteo Motisi, Bernardo Provenzano, Benedetto Spera, Benedetto Santapaola, Giuseppe "Piddu" Madonia, Mariano Agate, Giuseppe Lucchese, Antonino Giuffrè, Salvatore Buscemi, Francesco Madonia e Giuseppe Farinella (accusati di essere i componenti delle "Commissioni" provinciale e regionale di Cosa Nostra e quindi di avere avallato la realizzazione della strage) ma anche Leoluca Bagarella, Giovanni Battaglia, Salvatore Biondino, Salvatore Biondo, Raffaele e Domenico Ganci, Pietro Rampulla, Antonino Troia, Giuseppe Agrigento, Salvatore Sbeglia, Giusto Sciarrabba e i collaboratori di giustizia Santino Di Matteo, Gioacchino La Barbera, Giovanni Brusca, Salvatore Cancemi, Giovan Battista Ferrante, Antonino Galliano e Calogero Ganci (accusati di avere partecipato a vario titolo nell'esecuzione della strage e nel reperimento di esplosivi e telecomando che servì per l'esplosione). A rappresentare l'accusa vennero nominati i pubblici ministeri Francesco Paolo Giordano e Luca Tescaroli.
Nel 1997 la Corte d'Assise di Caltanissetta, presieduta dal giudice Carmelo Zuccaro, condannò in primo grado all'ergastolo Salvatore Riina, Pietro Aglieri, Bernardo Brusca, Leoluca Bagarella, Raffaele e Domenico Ganci, Giovanni Battaglia, Salvatore Biondino, Salvatore Biondo, Giuseppe Calò, Filippo e Giuseppe Graviano, Michelangelo La Barbera, Salvatore e Giuseppe Montalto, Matteo Motisi, Pietro Rampulla, Bernardo Provenzano, Benedetto Spera, Antonino Troia, Benedetto Santapaola e Giuseppe Madonia mentre vennero assolti Mariano Agate, Giuseppe Lucchese, Salvatore Sbeglia, Giusto Sciarrabba, Salvatore Buscemi, Giuseppe Farinella, Antonino Giuffrè, Francesco Madonia e Giuseppe Agrigento (che però venne condannato per detenzione di materiale esplosivo); i collaboratori Santino Di Matteo, Gioacchino La Barbera, Giovanni Brusca, Salvatore Cancemi, Giovan Battista Ferrante, Antonino Galliano e Calogero Ganci vennero invece condannati a pene tra i quindici e i ventuno anni di carcere. Nell'aprile 2000 la Corte d'assise d'appello di Caltanissetta confermò tutte le condanne e le assoluzioni di primo grado ma condannò all'ergastolo anche Salvatore Buscemi, Francesco Madonia, Antonino Giuffrè, Mariano Agate e Giuseppe Farinella.
Nel maggio 2002 la Corte di cassazione annullò con rinvio alla Corte d'assise d'appello di Catania le condanne di Pietro Aglieri, Salvatore Buscemi, Giuseppe Calò, Giuseppe Farinella, Antonino Giuffrè, Francesco Madonia, Giuseppe Madonia, Giuseppe e Salvatore Montalto, Matteo Motisi e Benedetto Spera. Nel luglio 2003 una parte del procedimento per la strage di Capaci e lo stralcio del processo "Borsellino ter" (che riguardava la strage di via D'Amelio) vennero riuniti in un unico processo perché avevano imputati in comune: vennero ascoltati in aula i nuovi collaboratori di giustizia Antonino Giuffrè, Ciro Vara e Calogero Pulci (che resero dichiarazioni sulle riunioni delle "Commissioni" provinciale e regionale di Cosa Nostra in cui vennero decise le stragi) e nell'aprile 2006 la Corte d'assise d'appello di Catania condannò dodici persone in quanto ritenute mandanti di entrambe le stragi: Giuseppe e Salvatore Montalto, Giuseppe Farinella, Salvatore Buscemi, Benedetto Spera, Giuseppe Madonia, Carlo Greco, Stefano Ganci, Antonino Giuffrè, Pietro Aglieri, Benedetto Santapaola, Mariano Agate mentre Giuseppe Lucchese venne assolto; nel 2008 la prima sezione penale della Cassazione confermò la sentenza.

### Nuove indagini e processo "Capaci bis"
Nel giugno 2008 Gaspare Spatuzza (ex mafioso di Brancaccio) iniziò a collaborare con la giustizia e dichiarò ai magistrati di Caltanissetta che circa un mese prima della strage di Capaci si recò a Porticello insieme ad altri mafiosi di Brancaccio e Corso dei Mille (Giuseppe Barranca, Cristofaro Cannella, Cosimo Lo Nigro, Giorgio Pizzo, Vittorio Tutino, Lorenzo Tinnirello) per ricevere da un certo Cosimo alcuni residuati bellici recuperati in mare; Spatuzza dichiarò anche che gli ordigni furono poi portati in un magazzino nella sua disponibilità dove provvidero ad estrarre l'esplosivo dalle bombe, che venne travasato in sacchi della spazzatura ed in seguito consegnato a Giuseppe Graviano per essere utilizzato nella strage di Capaci e negli altri attentati che seguirono. Dopo queste dichiarazioni, la Procura di Caltanissetta riaprì le indagini sulla strage di Capaci: nell'aprile 2013 il giudice per le indagini preliminari di Caltanissetta emise un'ordinanza di custodia cautelare per il pescatore Cosimo D'Amato (identificato dalle indagini nel Cosimo indicato da Spatuzza), Giuseppe Barranca, Cristofaro Cannella, Cosimo Lo Nigro, Giorgio Pizzo, Vittorio Tutino, Lorenzo Tinnirello e Salvatore Madonia (accusato di essere stato un componente della "Commissione provinciale" di Cosa Nostra in qualità di reggente del "mandamento" di Resuttana e quindi di avere avallato la strage).
Nel maggio 2014 ebbe inizio il secondo troncone del processo per la strage di Capaci, denominato "Capaci bis", che aveva come imputati Salvatore Madonia, Cosimo Lo Nigro, Giorgio Pizzo, Vittorio Tutino e Lorenzo Tinnirello; a novembre il giudice dell'udienza preliminare di Caltanissetta condannò con il rito abbreviato Giuseppe Barranca e Cristofaro Cannella all'ergastolo mentre Cosimo D'Amato e il collaboratore Gaspare Spatuzza vennero condannati rispettivamente a trent'anni e a dodici anni di carcere. Nel 2015, durante il processo, lo stesso D'Amato iniziò a collaborare con la giustizia e confermò anche in aula il suo coinvolgimento nella fornitura di esplosivi ai mafiosi di Brancaccio e Corso dei Mille.
Il 26 luglio 2016 la Corte d'Assise di Caltanissetta condannò in primo grado Madonia, Lo Nigro, Pizzo e Tinnirello all'ergastolo mentre Tutino venne assolto "per non aver commesso il fatto".
Durante il processo d'appello, vennero chiamati a deporre i collaboratori di giustizia Pietro Riggio, Maurizio Avola e Natale Di Raimondo, oltre al boss catanese Marcello D'Agata (che si avvalse della facoltà di non rispondere): Avola (già sentito nel processo "Capaci uno") rese nuove dichiarazioni e si autoaccusò di aver trasportato detonatori ed esplosivo utilizzati nella strage da Catania a Termini Imerese insieme a D'Agata, mettendoli a disposizione di Cosa Nostra palermitana, ma venne smentito dalle dichiarazioni di Di Raimondo; il collaboratore Riggio (ex agente di Polizia penitenziaria ed esattore per conto della Famiglia di Caltanissetta) dichiarò che il suo compagno di cella, l'ex poliziotto Giovanni Peluso, gli avrebbe confidato di aver lavorato per il SISDE e di aver partecipato alle fasi esecutive della strage; chiamato a testimoniare, Peluso (nel frattempo indagato della Procura di Caltanissetta per strage e associazione mafiosa a seguito delle accuse di Riggio) dichiarò che il giorno della strage si trovava all'Istituto Superiore di Polizia per un corso. Inoltre nell'udienza del 15 gennaio 2020 testimoniò anche la genetista Nicoletta Resta, che avanzò l'ipotesi secondo cui ci possa essere stata anche una donna sul luogo della strage poiché resti di DNA femminile sono stati estratti dall'analisi di reperti rinvenuti nei pressi del luogo dell'esplosione. Infine il 21 luglio 2020 la Corte d'Assise d'Appello di Caltanissetta confermò le condanne all'ergastolo per Madonia, Lo Nigro, Pizzo e Tinnirello e l'assoluzione di Tutino. Tale sentenza fu confermata dalla Cassazione e divenne definitiva nel giugno 2022.

### Processo nei confronti di Matteo Messina Denaro per le stragi di Capaci e via d'Amelio

Matteo Messina Denaro in una foto di repertorio.

Nel gennaio 2016 il gup di Caltanissetta emise un'ordinanza di custodia cautelare nei confronti di Matteo Messina Denaro, capomandamento di Castelvetrano latitante dal 1993, con l'accusa di essere uno dei mandanti delle stragi di Capaci e via d'Amelio. L'imputazione si basava sulle dichiarazioni di collaboratori di giustizia già acquisite nei vari processi sulle stragi che si sono celebrati negli anni precedenti: infatti, secondo i collaboratori Vincenzo Sinacori, Francesco Geraci e Giovanni Brusca, nel settembre 1991 Messina Denaro partecipò ad una riunione a Castelvetrano in cui Salvatore Riina comunicò la decisione di dare il via alla strategia stragista, inviando appunto a Roma il boss castelvetranese insieme ad altri mafiosi per uccidere Giovanni Falcone, salvo poi richiamarli in Sicilia per eseguire l'attentato diversamente; inoltre, sempre secondo Sinacori, Geraci e Brusca, lo stesso Messina Denaro avrebbe progettato l'omicidio di Paolo Borsellino mentre questi era Procuratore capo a Marsala poiché il giudice stava disturbando gli interessi di Cosa Nostra nel trapanese con le sue indagini.
Per questi motivi, l'anno successivo il gup di Caltanissetta Marcello Testaquadra dispose il rinvio a giudizio per Messina Denaro con l'accusa di strage; il processo si aprì il 13 marzo dello stesso anno.
Il 20 ottobre 2020 la Corte d'assise di Caltanissetta, presieduta dal giudice Roberta Serio, condannò all'ergastolo Messina Denaro in contumacia per il reato di strage. Il 16 gennaio 2023 Messina Denaro fu arrestato a Palermo dal ROS dei Carabinieri, dopo trent'anni di latitanza. Il 18 luglio dello stesso anno, la condanna all'ergastolo è stata confermata in appello.

### Indagine "Mandanti occulti"

#### L'indagine su Berlusconi e Dell'Utri
Nel 1993 la Procura di Caltanissetta aprì un secondo filone d'indagine parallelo per accertare le responsabilità nelle stragi di Capaci e via d'Amelio di eventuali suggeritori o concorrenti esterni all'organizzazione mafiosa (i cosiddetti "mandanti occulti" o "a volto coperto"): nel 1998 vennero iscritti nel registro degli indagati Silvio Berlusconi e Marcello Dell'Utri sotto le sigle “Alfa” e “Beta” per concorso in strage; le indagini partirono da:
- le dichiarazioni di Salvatore Cancemi;
- i verbali relativi ai rapporti con Vittorio Mangano;
- le dichiarazioni successive di Tullio Cannella e Gioacchino La Barbera;
- le dichiarazioni di Gioacchino Pennino e Angelo Siino;
- gli esiti delle indagini della DIA e del Gruppo "Falcone-Borsellino"[84].

Tuttavia nel 2002 il giudice per le indagini preliminari di Caltanissetta archiviò l'inchiesta su “Alfa” e “Beta” al termine delle indagini preliminari poiché non si era potuta trovare la conferma delle chiamate de relato. Il gip, nel decreto di archiviazione, lascia alla valutazione dei pubblici ministeri di effettuare ulteriori indagini su «piste investigative diverse da quelle sinora perseguite» ritenendo che «tali accertati rapporti di società facenti capo al gruppo Fininvest con personaggi in varia posizione collegati all'organizzazione Cosa nostra, costituiscono dati oggettivi che rendono quantomeno non del tutto implausibili né peregrine le ricostruzioni offerte dai diversi collaboratori di giustizia». Oltre a questo viene evidenziato anche che «gli atti del fascicolo hanno ampiamente dimostrato la sussistenza di varie possibilità di contatto tra gli uomini appartenenti a Cosa Nostra ed esponenti e gruppi societari controllati in vario modo dagli odierni indagati». Ma conclude affermando che «Occorre tuttavia verificare se effettivamente tali contatti vi siano stati e che esito abbiano avuto. Orbene le dichiarazioni dei collaboratori di giustizia che dovrebbero riscontrare tale ipotesi sono tutte "de relato" e, come si è visto, il più delle volte generiche ed incerte nei contenuti».
Nel 2006 l'ex Procuratore di Caltanissetta Giovanni Tinebra fu iscritto nel registro degli indagati per favoreggiamento personale nei confronti di Berlusconi e Dell’Utri a seguito delle accuse del pm incaricato di seguire le indagini sui "mandanti occulti", Luca Tescaroli, il quale affermò che il suo capo, Tinebra, voleva denunciare per calunnia il collaboratore di giustizia Salvatore Cancemi a causa delle sue dichiarazioni su Berlusconi; tuttavia, nello stesso anno, la Procura di Catania chiese l’archiviazione e il gip la concesse poiché Tinebra “non ha voluto favorire Berlusconi e Dell’Utri ma ha agito con la dovuta prudenza e attenzione al fine di non arrecare inutili danni e provocare situazioni meramente scandalistiche e strumentalizzazioni politiche”.

#### Filone d'indagine su "Mafia e Appalti"
Nel 2002, la Procura di Caltanissetta guidata dal Procuratore capo Francesco Messineo, affiancato dai procuratori aggiunti Renato Di Natale e Francesco Paolo Giordano, iscrisse nel registro degli indagati gli imprenditori Antonino Buscemi, Pino Lipari, Giovanni Bini, Antonino Reale, Benedetto D'Agostino e Agostino Catalano (ex titolari di grandi imprese edili collegate alla Calcestruzzi S.p.A. del Gruppo Ferruzzi-Gardini che si occupavano dell'illecita spartizione degli appalti pubblici per conto dell'organizzazione mafiosa) per concorso in strage, in base alle dichiarazioni dei collaboratori di giustizia Angelo Siino e Giovanni Brusca: le indagini infatti ipotizzarono un interesse che alcuni ambienti politico-imprenditoriali e mafiosi avevano di evitare lo sviluppo e l'approfondire delle indagini che i giudici Falcone e Borsellino stavano conducendo sulla base del rapporto investigativo denominato "Mafia e Appalti" redatto nel 1991 dal ROS dell'Arma dei Carabinieri; tuttavia nel 2003 il giudice per le indagini preliminari di Caltanissetta archiviò le indagini sugli accusati perché "gli elementi raccolti non appaiono idonei a sostenere l'accusa" in giudizio.

#### Presunto ruolo di "faccia da mostro"
Nel 2009, sulla base delle nuove rivelazioni dei collaboratori di giustizia Vito Lo Forte e Francesco Marullo, la Direzione Nazionale Antimafia guidata da Pietro Grasso identificò "faccia da mostro" (fantomatico killer con il volto deturpato al soldo di mafia e servizi segreti deviati) in Giovanni Aiello, un ex poliziotto che aveva prestato servizio in Sicilia e poi era stato congedato perché sfigurato ad una guancia da una fucilata: sempre nello stesso anno, la Procura di Caltanissetta guidata dal Procuratore Sergio Lari, affiancato dall’aggiunto Nico Gozzo e dai pm Gabriele Paci e Stefano Luciani, iscrisse Aiello nel registro degli indagati per concorso nelle stragi di Capaci e via d'Amelio (ma anche per il fallito attentato all'Addaura) poiché appunto i due collaboranti avevano parlato di un suo presunto ruolo nei tre attentati; l'indagine venne però archiviata nel 2012 dal giudice per le indagini preliminari di Caltanissetta perché non si trovarono conferme al racconto di Lo Forte e Marullo, pur sostenendo che «molteplici altre circostanze inducono a identificare il soggetto di cui hanno parlato i collaboratori Lo Forte e Marullo nella persona dell'odierno indagato».

#### Momentanea conclusione
Infine nel 2013 la Procura di Caltanissetta archiviò definitivamente l'inchiesta sui "mandanti occulti" poiché le indagini non avevano trovato ulteriori risultati investigativi:
(Sergio Lari, procuratore di Caltanissetta, in un'intervista al Giornale di Sicilia, aprile 2013)

#### La cosiddetta "pista nera"

##### Indagine su Stefano Delle Chiaie e il processo per il presunto depistaggio
Nel 2022 la Procura di Caltanissetta aprì un'indagine a carico di Stefano Delle Chiaie, ex leader dell'organizzazione neofascista Avanguardia Nazionale deceduto nel 2019, accusato di essere coinvolto nella strage di Capaci in base alla testimonianza dell’ex brigadiere dei carabinieri Walter Giustini, che riferiva di aver ricevuto tale confidenza dal collaboratore di giustizia Alberto Lo Cicero. Anche Maria Romeo, compagna di Lo Cicero, sostenne di essere informata della presenza di Delle Chiaie a Capaci nella primavera del 1992.
Nel maggio 2025 il gip di Caltanissetta Santi Bologna accolse la richiesta d'archiviazione dell'indagine avanzata dai sostituti procuratori Nadia Caruso, Davide Spina e Claudia Pasciuti e dai sostituti procuratori nazionali della DNA Domenico Gozzo e Francesco Del Bene, in quanto “nessun elemento utile a ricostruire un ruolo di Delle Chiaie nella fase ideativa o esecutiva dell’attentato del 23 maggio 1992 può essere tratto dalle testimonianze raccolte”, ritenendo le dichiarazioni dell’ex brigadiere Giustini e della Romeo inattendibili.
Nel giugno successivo, si aprì a Caltanissetta il processo nei confronti di Giustini e della Romeo, imputati dei reati di depistaggio, calunnia e falsa testimonianza.

##### Indagine su Paolo Bellini
Nel 2023 la Procura di Caltanissetta iscrisse nel registro degli indagati per il reato di concorso in strage l'ex terrorista di Avanguardia Nazionale Paolo Bellini, già in contatto con uno degli stragisti, Antonino Gioè, per il recupero di alcune tele rubate. Secondo le indagini, risulterebbero alcune sue presenze alberghiere in Sicilia all'epoca della strage, come confermato dall'ex moglie di Bellini, Maurizia Bonini.

## Commemorazioni

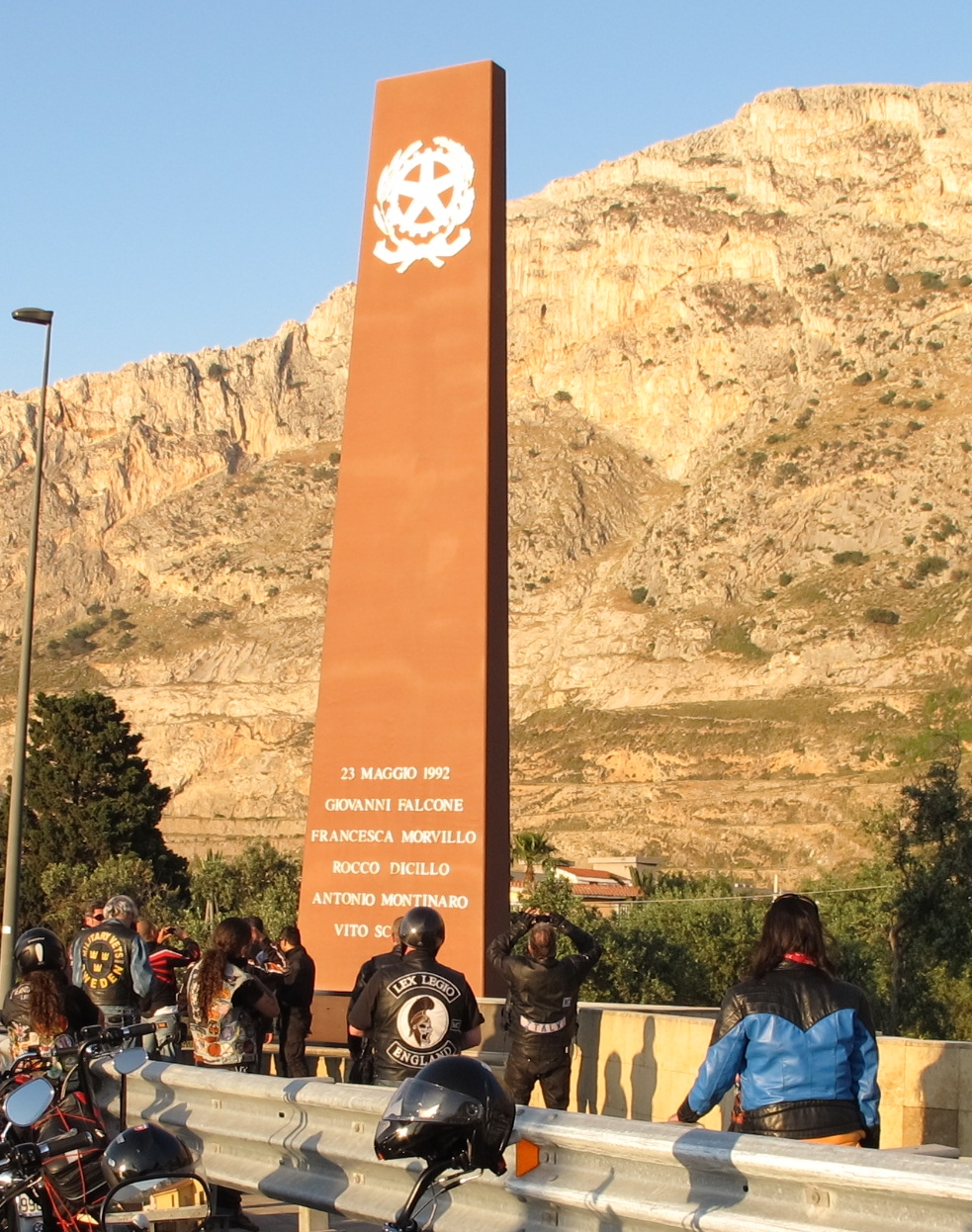
Monumento commemorativo della strage a Capaci.

Ogni anno, il 23 maggio, si tiene a Palermo e Capaci una lunga serie di attività, in commemorazione della morte del magistrato Giovanni Falcone e di Francesca Morvillo.
I resti dell'auto sono esposti a Roma, presso la scuola di formazione degli agenti di polizia penitenziaria.
Nell'anno della strage è stata anche creata una fondazione intitolata a Giovanni e Francesca Falcone e guidata da Maria Falcone, sorella del magistrato, che si propone di combattere la criminalità organizzata e di promuovere attività di educazione della legalità. La Fondazione ha ottenuto dall'ONU, nel 1996, il riconoscimento dello status consultivo in qualità di ONG presso il Consiglio economico e sociale delle Nazioni Unite.
Ogni due anni il comune di Triggiano, paese originario di Rocco Dicillo, agente della scorta del magistrato Falcone, ricorda la strage di Capaci organizzando un premio d'arte contemporanea, la "Biennale Rocco Dicillo", ispirata al tema della legalità.
Inoltre, ogni anno, si celebra in tutto il Paese, in ricordo della strage di Capaci, la Giornata della legalità.

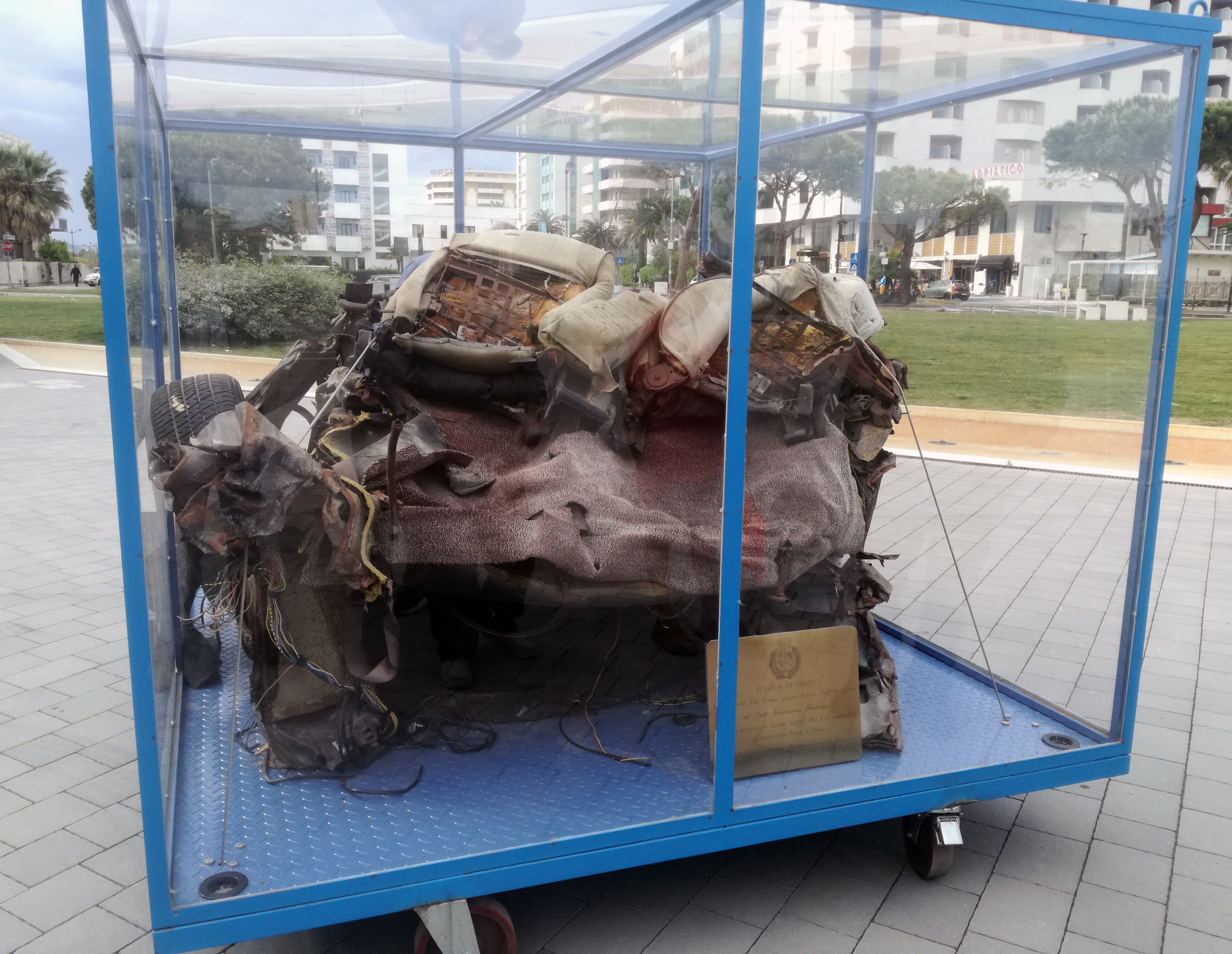
Resti dell'automobile della scorta di Giovanni Falcone

## La strage di Capaci nei media
- La strage viene menzionata nella serie TV USA NCIS - Unità anticrimine nell'episodio Due gocce d'acqua (2x12).[103] Nell'episodio in lingua originale viene citato il 1991 come anno della strage, cosa che venne corretta nel doppiaggio italiano.
- Giorgio Faletti fa implicito riferimento alla strage di Capaci nella sua canzone Signor tenente, presentata al Festival di Sanremo 1994;
- L'attentato è una parte della trama nella serie televisiva 1992 di Stefano Accorsi.
- Il rapper italiano Caparezza cita la strage nelle canzoni Fuck The Violenza (?!), con la frase: «Il prossimo è facile odiarlo, se sei forte amalo, ché a fare stragi siamo tutti Capaci», e Come Pripyat (Exuvia), nel verso «A trent'anni da Capaci, vedi, sarà strano, ma il modello è diventato Genny Savastano».
- L'attentato viene citato nei film Il divo di Paolo Sorrentino (2008) e La mafia uccide solo d'estate di Pif (2013). L'attentato viene inoltre ricostruito in una scena del film Il traditore (2019), nel quale vengono mostrate anche autentici filmati dei TG dell'epoca.
- L'attentato viene citato e raccontato dalle voci del TG nell'ultima puntata della seconda stagione della serie Il giovane Montalbano.
- L'attentato viene citato nel libro L'estate fredda di Gianrico Carofiglio.
- L'attentato e le immagini autentiche riprese all'epoca dopo l'arrivo dei soccorsi fanno parte della trama della fiction Il capo dei capi, comparendo nel sesto e ultimo episodio della serie TV.
- L'attentato viene citato da Zerocalcare nel 2º Episodio di Strappare Lungo I Bordi